# Aérodrome de Funadhoo
L'aérodrome de Funadhoo, code IATA : FND, est un aéroport domestique situé sur l'île de Funadhoo dans l'atoll de Shaviyani, aux Maldives. Le premier vol d'essai vers l'aéroport de Funadhoo a atterri le 24 janvier 2020. La compagnie aérienne nationale du pays, Maldivian, a commencé des vols directs réguliers vers l'île de Funadhoo le 3 février 2020. Selon le ministère des Transports et de l'Aviation civile, trois vols devraient atterrir chaque semaine, lorsque les opérations commenceront à l'aéroport de Funadhoo.

## Situation
| \| 10 km1:7 410 000 \| Kulhudhuffuchi Hoarafuchi Funadhoo Maavaarulaa Hanimaadhoo Kooddoo Malé Kaadedhdhoo Kadhdhoo Maamigili Fuvahmulah Gan Dharavandhoo Thimarafushi Ifuru Kudahuvadhoo |
| 10 km1:7 410 000 |

## Histoire
L'aéroport de Funadhoo était le rêve tant attendu des personnes résidant à Funadhoo et dans les îles voisines. La remise en état des terres pour le projet d'aéroport de Funadhoo a commencé avant les élections du conseil local en juillet 2017, mais a ensuite été interrompue. Six mois plus tard, «Mahaa Jarraaf», la drague à trémie traînante de Maldives Transport and Contracting Company, a accosté à Funadhoo le 15 janvier 2018, et a commencé la remise en état des terres pour le projet de développement de l'aéroport de l'île. Le projet de remise en état des terrains de l'aéroport de Funadhoo s'est achevé le 27 mars 2018. Une somme de 21 hectares de terrain a été récupérée à l'ouest du côté nord de l'île pour le développement d'un aéroport domestique.

## Installations
L'aérodrome réside à une altitude de 2 m au dessus du niveau moyen de la mer. L'aérodrome de Funadhoo possède une piste de 1 200 mètres de long et 30 mètres de large, associée à une voie de circulation de 90 mètres et à un tablier de 150 mètres de long et 50 mètres de large, Surface: Asphalte, Résistance: PCN15 / F / B / X / T

## Compagnies aériennes et destinations
| Compagnies | Destinations |
| ---------- | ------------ |
| Maldivian  | Malé Velana  |

Actualisé le 3/12/2023

## Voir également
- Liste des aéroports des Maldives